# Harry Robbins Haldeman
Harry Robbins Haldeman, meglio noto come H. R. Haldeman, soprannominato Bob (Los Angeles, 27 ottobre 1926 – Santa Barbara, 12 novembre 1993), è stato un politico e imprenditore statunitense, Capo di gabinetto della Casa Bianca della presidenza di Richard Nixon dal '69 al '73. Il suo nome è legato allo Scandalo Watergate.
A causa dello scandalo Watergate, egli fu incriminato con le accuse di associazione per delinquere e di ostacolo alla giustizia e dovette scontare 18 mesi di carcere. Nella stampa popolare fu spesso erroneamente chiamato "H. Robert Haldeman". Presso la Casa Bianca era noto con vari soprannomi, tra i quali: The Brush ("Spazzola"), a causa del taglio dei suoi capelli, the President's son-of-a-bitch (Il figlio di puttana del Presidente), per i suoi modi rigidi, e Berliner wall ("il Muro di Berlino"), in riferimento scherzoso alle origini germaniche della sua famiglia.

## Biografia

### Gli inizi
Era figlio di Harry Francis Haldeman e di Katherine Robbins. Il padre fondò e diresse con successo una società di condizionatori d'aria e di impianti di riscaldamento, che dedicò tempo e denaro alla causa del Partito Repubblicano degli Stati Uniti. La madre fu a lungo volontaria dell'Esercito della Salvezza e di altre organizzazioni filantropiche. Il nonno paterno, Harry Marston Haldeman, fu cofondatore della Better American Federation of California, della  Oz Film Manufacturing Company e del gentleman's club The Uplifters. I suoi due fratelli minori, Tom e Betsy, emersero nell'organizzazione del cristianesimo scientista.
Conosciuto dai suoi compagni come "freccia diretta", egli ostentava il taglio corto dei suoi capelli fin dalle medie superiori, amava le discussioni sull'etica e, membro dei Boy Scouts of America, raggiunse il riconoscimento più alto dell'associazione, quello di Eagle Scout. Frequentò la scuola di Harvard e durante quel periodo incontrò Jo (Joanne) Horton, studentessa alla Marlborough School, che sposò nel 1949.
Frequentò l'Università di Redlands, l'Università della California del Sud e nel 1948 si laureò presso l'Università della California (UCLA) a Los Angeles, ove si affiliò alla fratellanza Beta Theta Pi. Alla UCLA egli conobbe John Ehrlichman, che divenne un amico intimo e collega poi nell'amministrazione del Presidente Nixon. Dopo la laurea lavorò per 20 anni per la J. Walter Thompson, una delle più importanti agenzie pubblicitarie degli Stati Uniti, sia a Los Angeles che a New York. In questa azienda ed in quel periodo lavorò anche Ronald Ziegler, che avrebbe poi lavorato anche per Nixon come Portavoce della Casa Bianca dal 1969 al 1974. Haldeman fu anche come membro della direzione (Regent) dell'Università della California dal 1967 al 1968.

### La carriera nell'amministrazione Nixon
Nixon ed Haldeman s'incontrarono per la prima volta negli anni cinquanta. Haldeman partecipò come Advance man alla campagna elettorale di Nixon per la vicepresidenza nel 1956 e nel medesimo ruolo a quella delle elezioni presidenziali del 1960. Fu quindi il responsabile della campagna elettorale per l'elezione di Nixon a Governatore della California del 1962, anch'essa, come la precedente presidenziale, risoltasi per Nixon in una sconfitta. Nella campagna per le elezioni presidenziali del 1968 egli divenne capo dello staff del candidato repubblicano a campagna già iniziata e gli fu attribuita la rivitalizzazione del candidato, grazie alla sua pluriennale esperienza nelle campagne pubblicitarie. La campagna ebbe successo e Nixon divenne il 37º Presidente degli Stati Uniti d'America. Haldeman venne quindi nominato Capo di gabinetto della Casa Bianca.

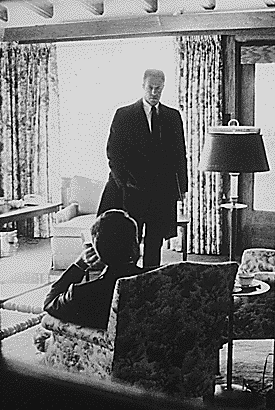
Haldeman con Nixon alla Western White House – La Casa Pacifica, November 21, 1972.

### Il ruolo nello scandalo Watergate
Haldeman fu una delle figure chiave dello scandalo Watergate. Non è chiaro se egli fosse informato preventivamente dell'incursione prevista all'interno della sede del Comitato nazionale del Partito Democratico nel palazzo del Watergate, ma egli era sicuramente a conoscenza e aveva approvato, tramite il suo consigliere Charles Colson, i programmi di infiltrazione e sabotaggio studiati da G. Gordon Liddy nel febbraio 1972 che erano stati presentati a John Newton Mitchell e a Jeb Stuart Magruder.
Dopo i fatti della notte del 17 giugno 1972, sembra che egli abbia parlato per la prima volta con il presidente riguardo l'effrazione il 20 giugno 1972, in un incontro che venne registrato dal sistema di registrazione attivo nella Casa Bianca. La registrazioni tuttavia presentavano un periodo cancellato di 18 minuti e mezzo; dagli appunti scritti di Haldeman sembrerebbe che in quel periodo mancante i due abbiano parlato soprattutto di misure per contrastare i possibili effetti negativi presso l'opinione pubblica dei fatti del Watergate. Il successivo colloquio tra Haldeman e Nixon del 23 giugno 1972 ebbe un ruolo cruciale nella vicenda dello scandalo; in esso risultava dai nastri registrati che il presidente aveva esplicitamente ordinato a Haldeman di fare pressioni sulla CIA perché frenasse le ulteriori indagini dell'FBI, che avrebbero potuto svelare tutti i retroscena della vicenda. Questo colloquio assunse un'importanza decisiva e sembrò rappresentare la prova decisiva (smoking gun, la "pistola fumante"), delle effettive azioni di insabbiamento e ostruzione della giustizia attivate da Nixon.
Dopo la rovinosa testimonianza resa dal Consigliere della Casa Bianca John Dean, Nixon chiese le dimissioni di Haldeman e Ehrlichman in quello che fu descritto come l'incontro più lungo ed emozionante avvenuto a Camp David. Dean venne silurato e le dimissioni vennero annunciate il 30 aprile 1973. Alla vigilia delle dimissioni del Presidente, Haldeman chiese un indulto esteso alla renitenza alla leva durante la Guerra del Vietnam, ma Nixon rifiutò ritenendo che un provvedimento di grazia per i fatti del Watergate in quel momento avrebbe ancor più pregiudicata la sua già franante popolarità presso l'opinione pubblica. Il 1º gennaio 1975 Haldeman venne condannato per associazione a delinquere e per aver ostacolato la giustizia ad 8 anni di carcere, ridotti poi 4 in appello. Nella prigione federale di Lompoc egli lavorò come chimico per il sistema di trattamento delle acque reflue. Dopo 18 mesi di carcere Haldeman, il 20 dicembre 1978, venne rilasciato sulla parola.

### Gli ultimi anni di vita
Nel suo periodo post-Casa Bianca egli continuò con successo la sua attività imprenditoriale, con interessi, fra gli altri investimenti, in alberghi, immobili e catene di ristoranti in Florida. Egli fu anche un consulente di successo nell'avviamento di imprese.
Nel 1978 fu coautore con Joseph Di Mona del libro The Ends of Power, nel quale si assume la responsabilità per aver creato l'atmosfera favorevole al sorgere di episodi come lo scandalo Watergate, in forte contrasto con Ehrlichman, che non perdonò mai a Nixon di non averlo salvato con un indulto. Nel suo libro egli spiegò anche l'affermazione di Nixon nei nastri del Watergate «…aprire la porta di tutto quanto [stava dietro] allo sbarco nella baia dei Porci…». Haldeman disse che "baia dei Porci" era un riferimento all'assassinio del Presidente Kennedy.

### Il decesso
Il 12 novembre del 1993, dopo aver rifiutato il trattamento medico, conformemente alla sua fede nel cristianesimo scientista, Haldeman morì nella sua casa di Santa Barbara per cause non rese note: qualcuno parlò di un cancro all'addome. La sua salma fu cremata e le ceneri disperse in località che non venne rivelata.

## Memoria
Dopo il suo decesso Richard Nixon affermò:
(Richard Nixon)
I diari tenuti da Haldeman nel periodo in cui lavorò alla Casa Bianca furono pubblicati postumi in un libro dal titolo The Haldeman Diaries in 1994. Il libro contiene un'introduzione ed una postfazione del noto storico Stephen E. Ambrose.

## Discendenza
H. R. Haldeman e la moglie Jo ebbero quattro figli: Susan, Harry (Hank), Peter ed Ann.